# Warnfried Altmann
Warnfried Altmann (* 15. Mai 1958 in Leipzig) ist ein deutscher Saxophonist, Jazzmusiker und Komponist.

## Leben
Der in Magdeburg aufgewachsene Altmann lernte als Kind Violine. Nach dem Saxophonstudium an der Hochschule für Musik Dresden spielte er in Bigbands, bevor er sich improvisierter und kammermusikalischer Jazzmusik zuwandte. Er spielte u. a. mit Musikern wie Hans-Günther Wauer, Hermann Naehring, Günter „Baby“ Sommer, Claus Bantzer, Xu Feng Xia, Willi Kellers oder Albrecht Riermeier. In Lesekonzerten mit Autoren wie Ludwig Schumann oder Friedrich Schorlemmer improvisiert er Musik zu den Texten. Warnfried Altmann hatte einen Lehrauftrag für Saxophon und Improvisation an der Otto-von-Guericke-Universität Magdeburg.
Altmann lebt seit 2010 im mecklenburgischen Wangelin in der Nähe des Plauer Sees.

## Jazz in der Kammer
Die Konzertreihe Jazz in der Kammer veranstaltet Warnfried Altmann seit 1990, zunächst am Schauspielhaus des Theaters Magdeburg. Benannt wurde diese Reihe einerseits nach dem früheren Namen des Schauspielhauses, Kammerspiele; andererseits erinnert sie an die gleichnamige Berliner Konzertreihe Jazz in der Kammer. Im Jahr 2016 beendete das Theater Magdeburg den Vertrag mit Jazz in der Kammer. Seit September 2016 wird die Jazzreihe unter dem bisherigen Namen im Forum Gestaltung Magdeburg fortgeführt.
Die Reihe „Jazz in der Kammer“ gab es schon einmal in den 1970er Jahren. Damals wurde vor allem Freejazz gespielt. Warnfried Altmann war bei allen Konzerten als Zuhörer und angehender Musiker anwesend. In einem Konzert von Günter Sommer und Hans-Karsten Räcke wurde unter anderem eine Sinfonie für Tonband und Gartenschlauch intoniert und dazu Reden von Walter Ulbricht und Erich Honecker von einem Tonband wiedergegeben. Die Kommentare Günter Sommers über einen Schlauch, der mit Mundstück und Trichter präpariert war, wurden als Provokation aufgefasst. Dieses und andere Konzerte waren der Grund, die Reihe zu verbieten.
Im Sommer 1990 hatte Wolf Bunge, der Intendant der damaligen Freien Kammerspiele, die Idee, jeden Montag in der Kammer etwas Besonderes zu machen und den Schauspielern einen Tag Ruhe zu gönnen. Seitdem findet Jazz in der Kammer mit jährlich zehn Konzerten statt. Im Rahmen dieser Konzerte treten seitdem regelmäßig vor allem jüngere Jazzmusiker und -bands auf. In den Kammerspielen gab es auch die erstmalige musikalische Begegnung der Brüder Johannes Bauer und Conny Bauer an der Posaune und Matthias Bauer am Kontrabass. Im Herbst 2010 fand das zweihundertste Konzert in dieser Reihe statt.

## Dreiländer-Quartett
In der Lyrik-Performance ich brenne und ich werde immer brennen, die sich thematisch mittels Sprache und Musik mit dem gleichnamigen Gedichtband der Schriftstellerin und Dissidentin Elisabeth Graul aus der Zeit ihrer politischen Haft in der DDR auseinandersetzt, werden durch die Art der musikalischen Gestaltung hinter dem Wort verborgene Dimensionen von gefangenen Menschen hörbar. Dem Leipziger Schauspieler Jörg Dathe und dem Dreiländer-Quartett, mit den Musikern Warnfried Altmann (Tenorsaxophon, Sopransaxophon), Bernd Born (Baritonsaxophon, Klarinette), Peter Koch (Violoncello) und Hans-Christoph Winckel (Kontrabass), ist in der Umsetzung dieser Problematik ein eindrucksvolles Kunstwerk gelungen, das in seiner kammermusikalischen Form mit teils komponierten und improvisierten Abschnitten eine große emotionale Wirkung hervorbringt.

## Diskographie (Auswahl)
- Klage + Trost (mit Claus-Erhard Heinrich, 2018)
- Wangelin Songs (mit Andreas Willers und Willi Kellers, 2016)
- Der Augenblick ist mein – Lieder von Thilo von Westernhagen (mit Monika von Westernhagen und Oliver Vogt, 2014)
- Zwischendeck – Martin Rühmann Band (mit Martin Rühmann, Gören Eggert, Lars Düseler, Dirk Rudolf, Carsten Apel, Max Heckel und Matthias Geisse, 2014)
- Geritten (mit Thomas Wagner, 2013)
- Freche Romanzen – Amadeuskomplott (mit Yoichi Yamashita, Marco Reiß, Ingo Fritz, Marcel Körner und Ludwig Schumann, 2011)
- Zwei und Frei (mit Hermann Naehring, 2009)
- Geflügelte Pforte (mit Hermann Naehring und Claus Bantzer, 2003)
- Die Prinzessin-Files – soederland.com (gemeinsam mit Ludwig Schumann und Hermann Naehring, 2002)
- Kreuzwege – Suite in 9 Sätzen für 1 Saxofonisten und 2 Schlagzeuger (mit Hermann Naehring und Albrecht Riermeier, 2001)
- Hakuna Matata Ostafrikanische Tradition und Jazz (mit Cassius Mlewa Maganga, Amiri Rajabu Mkufya und Ndahani Bwani Zawose; 1998)
- Den ganzen Tag Frosch (mit Ludwig Schumann, Knut Müller, Sybilla Rasmussen, Anna-Marie und Isolde Kühn, 1998)
- Ich brenne und ich werde immer brennen – Lyrik von Elisabeth Graul (mit Jörg Dathe, Christoph Winckel, Peter Koch, Bernd Born)
- Seismogramme. Lese-Konzert für Wort, Orgel, Saxophon und Schlagzeug (mit Friedrich Schorlemmer, Warnfried Altmann, H. Naehring; 1997)
- Keine Gewalt (gemeinsam mit Hans-Günther Wauer, 1993)